# Werth (Wuppertal)

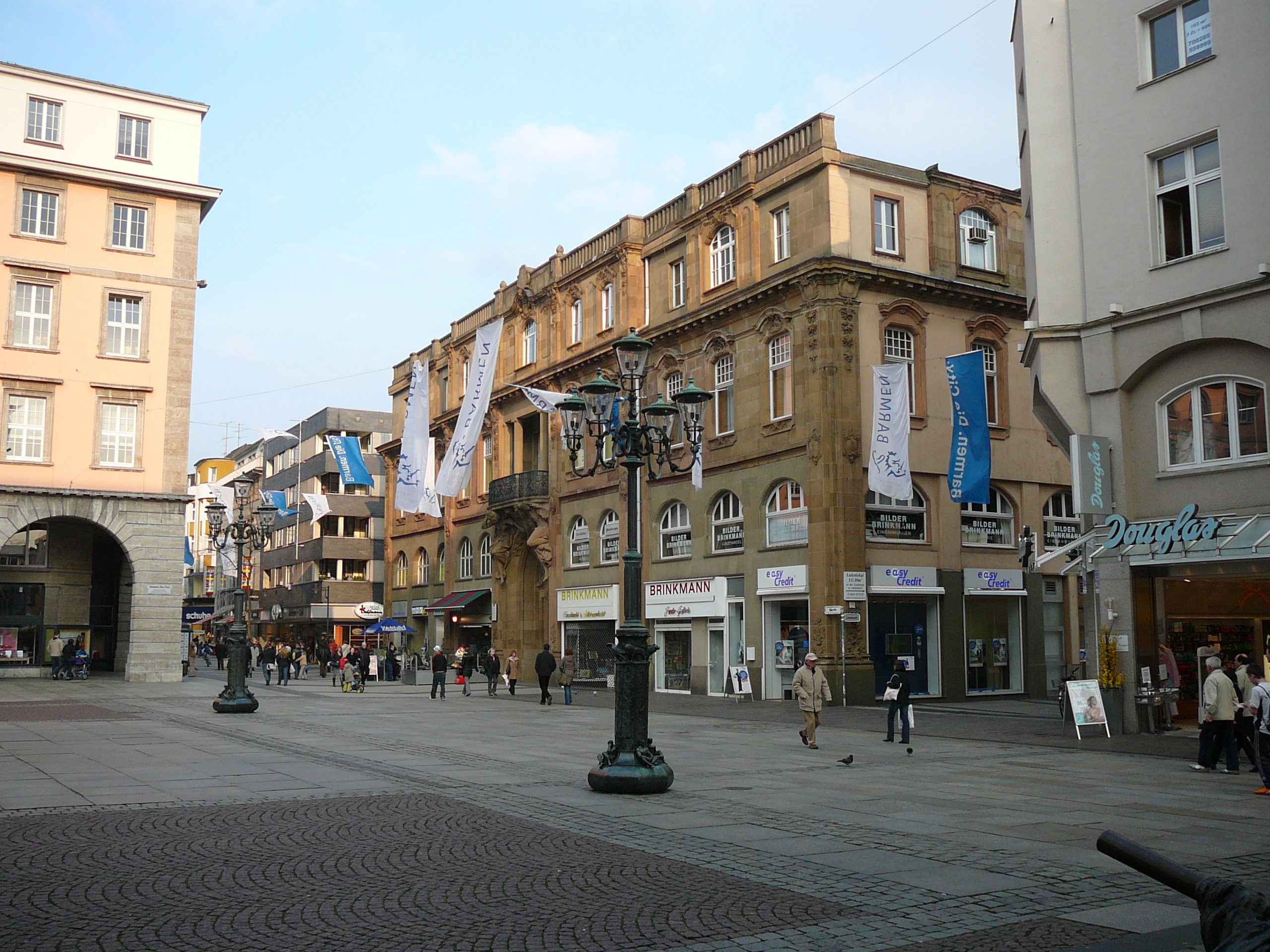
Gesellschaftshaus Concordia gegenüber dem Rathaus Barmen

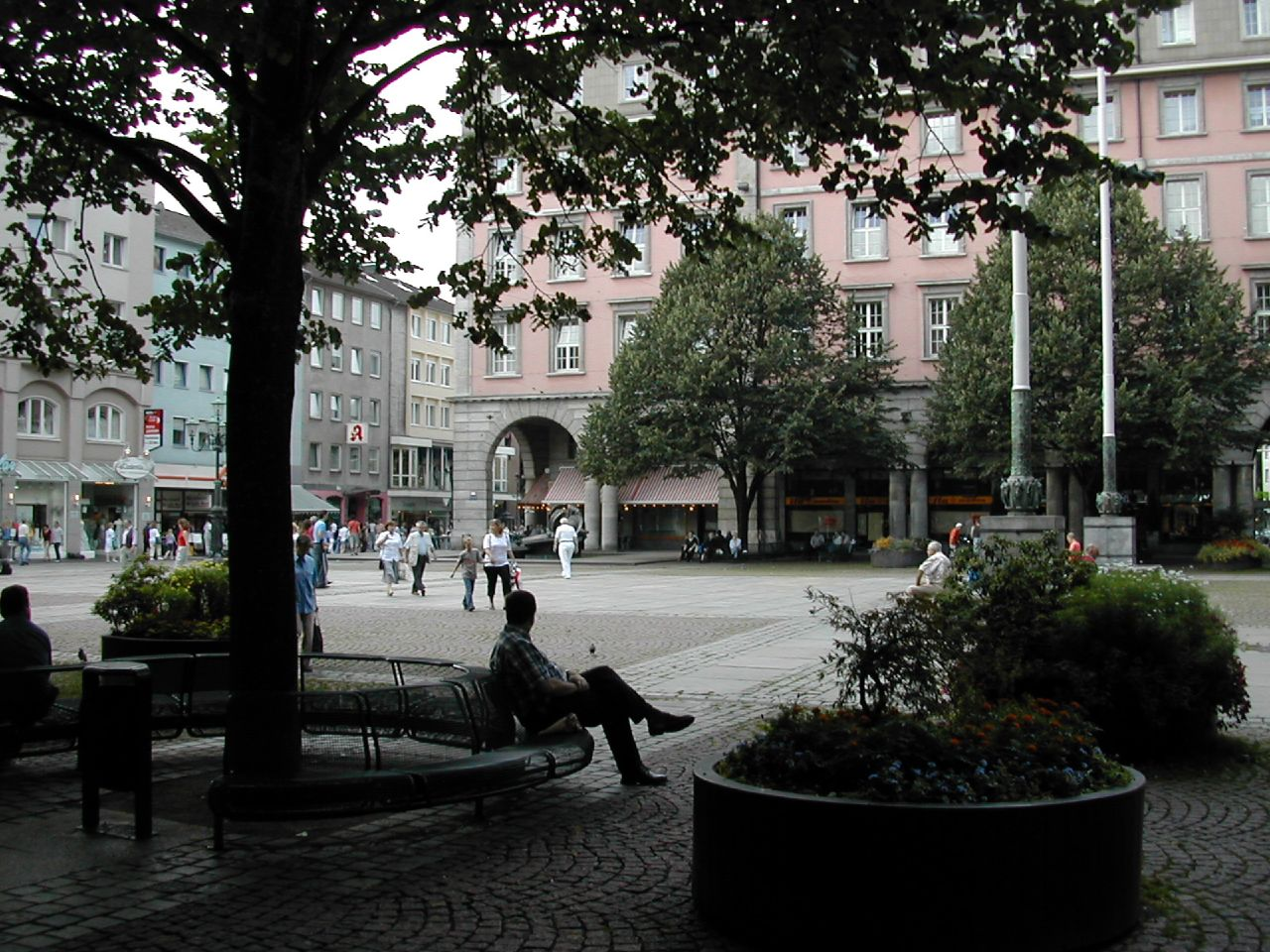
Der Johannes-Rau-Platz vor dem Rathaus

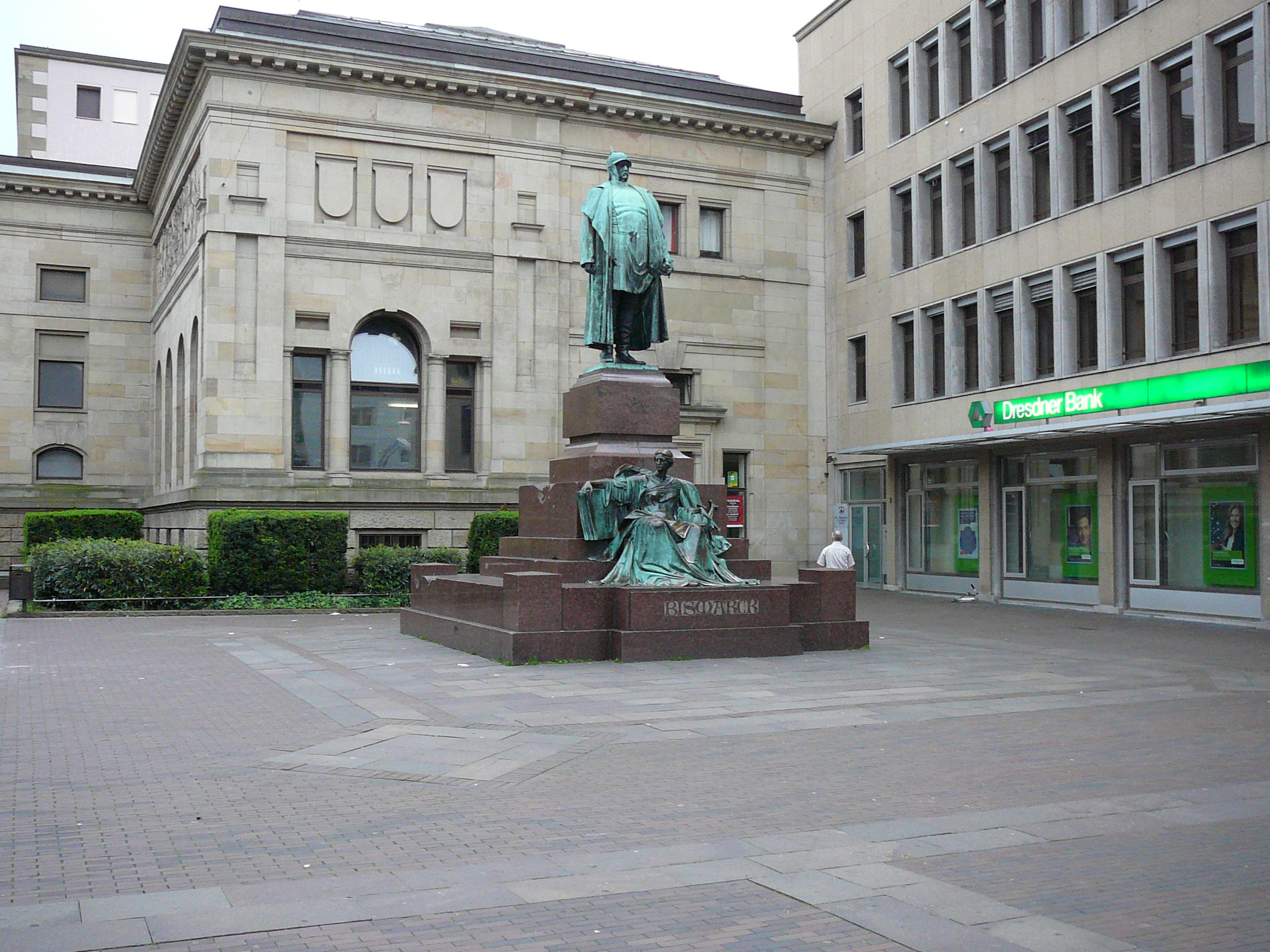
Bismarck-Denkmal Geschwister-Scholl-Platz

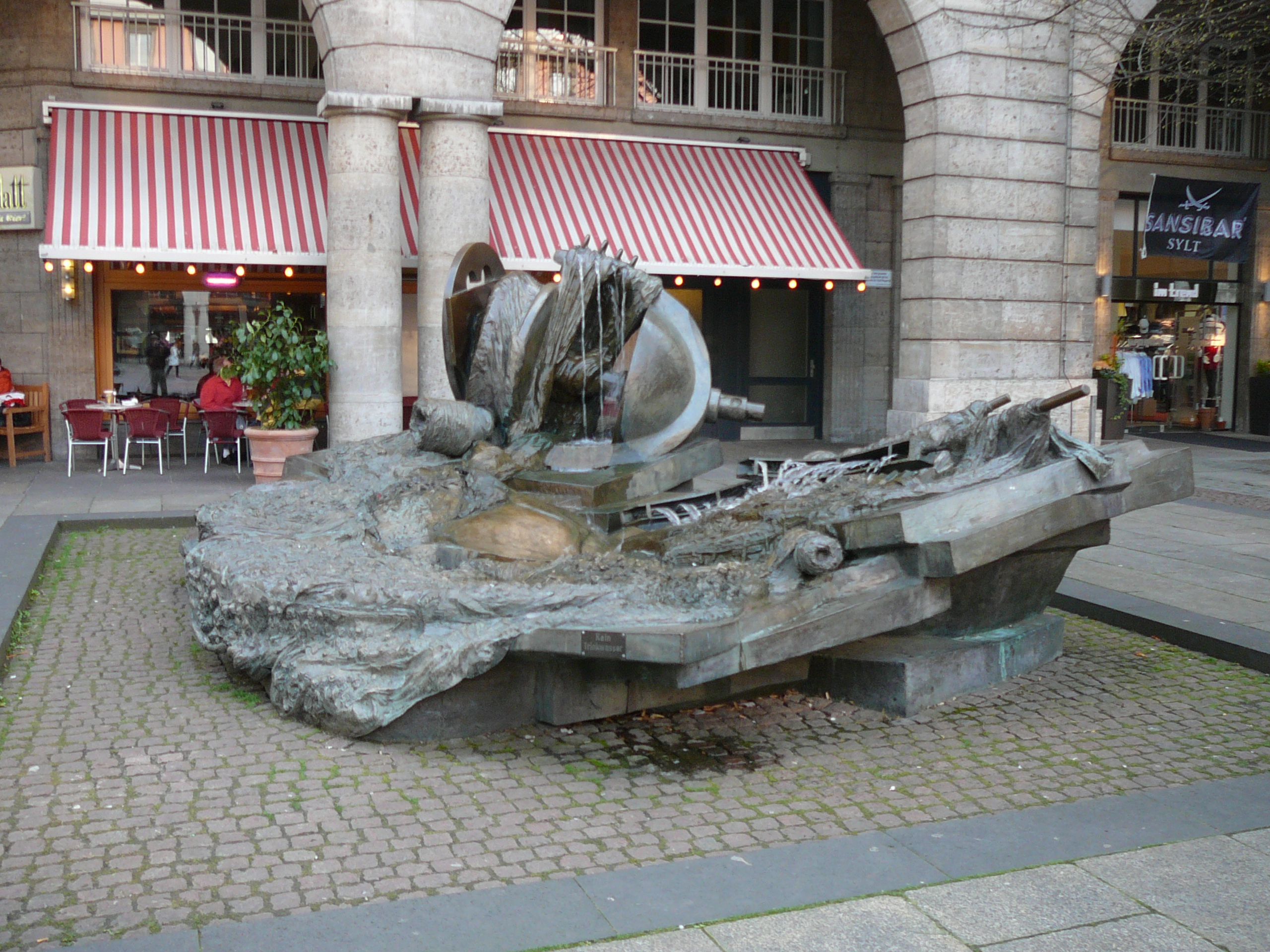
„Das Tal der Wupper“, Johannes-Rau-Platz

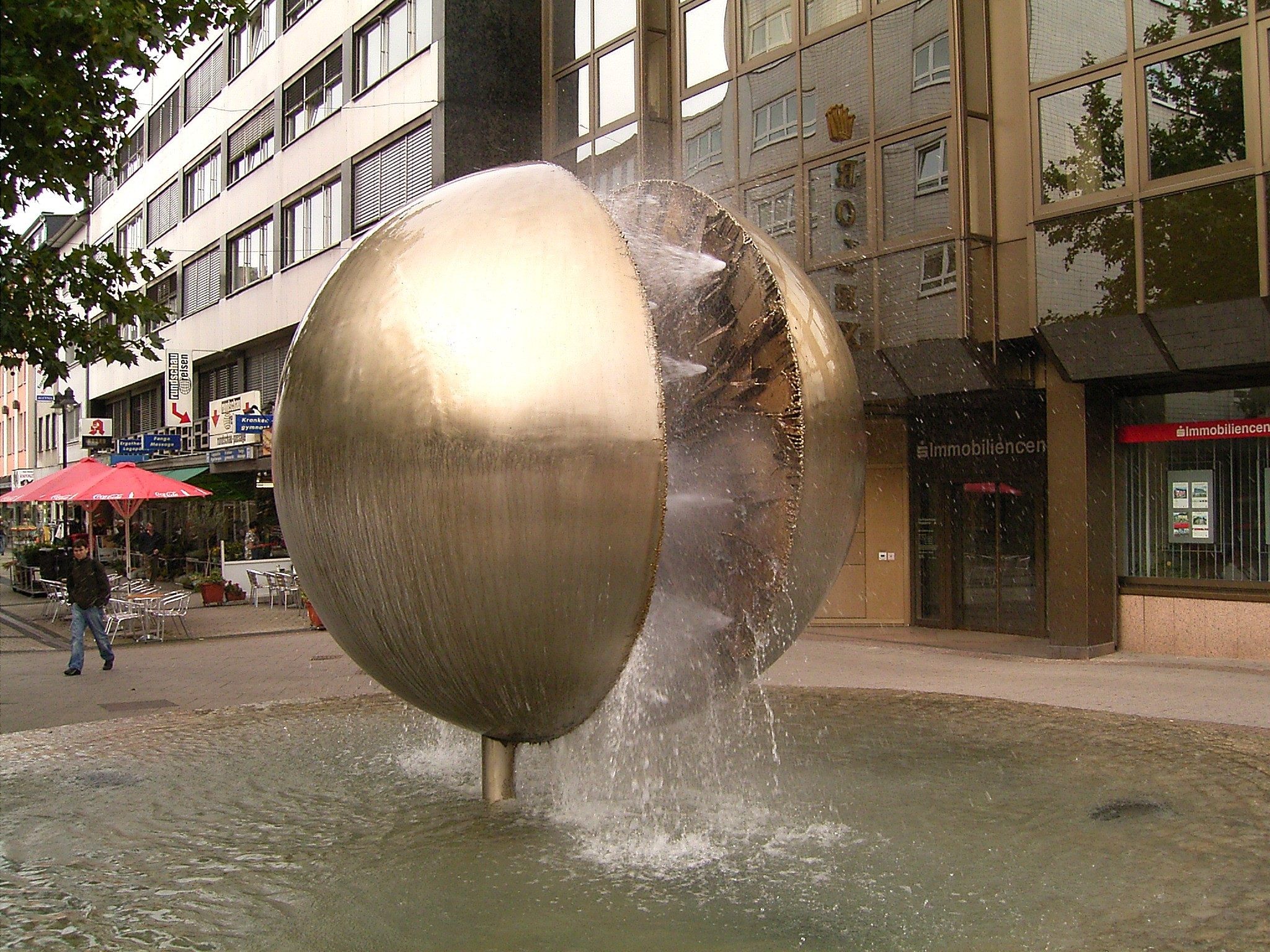
Werther Brunnen am Ostende des Werths

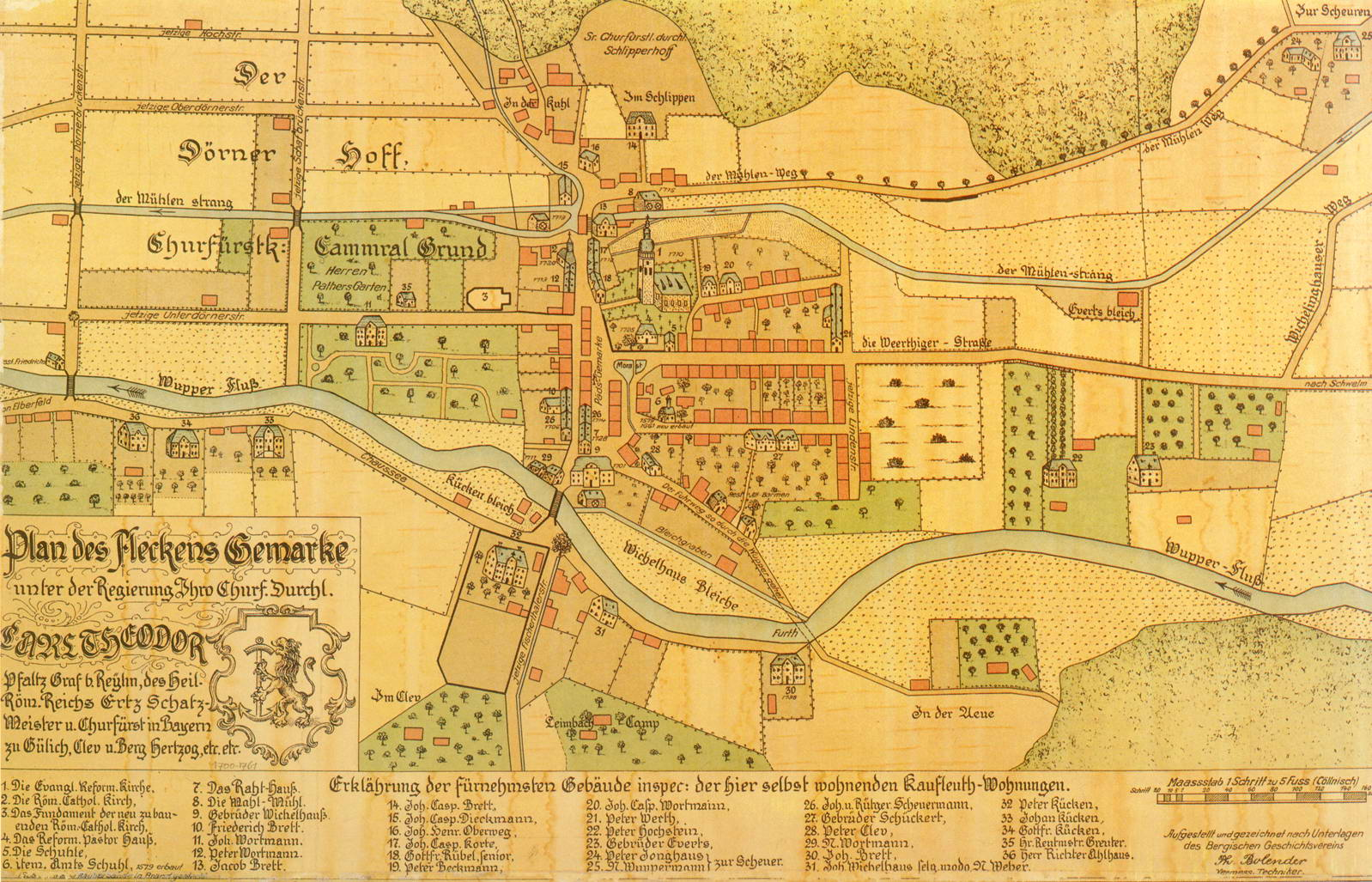
Der Werth als Werthiger Straße auf einer Karte von 1761

Der Werth ist die zentrale Einkaufsstraße in der Fußgängerzone im Stadtteil Barmen der nordrhein-westfälischen Großstadt Wuppertal.

## Verlauf
Der Werth beginnt am Alten Markt in der Barmer Fußgängerzone. Von dort erstreckt er sich ca. 650 Meter in östliche Richtung und endet an der Höhne (Bundesstraße 7). Sowohl am westlichen Ende am Alten Markt als auch am östlichen Ende an der Werther Brücke befindet sich jenseits der Bundesstraße 7 eine Station der Wuppertaler Schwebebahn. In der Straße befinden sich durchgehend kleine Ladenlokale für Bekleidung, Bücher und Waren aller Art, Gastronomiebetriebe, Geschäftsstellen von Banken und größere Kaufhäuser.
Am Werth liegen drei Plätze: der Alte Markt, der Rathausvorplatz des Wuppertaler Rathauses, der zu Ehren des verstorbenen Bundespräsidenten und Wuppertaler Oberbürgermeisters Johannes Rau 2006 in Johannes-Rau-Platz umbenannt wurde, und der Geschwister-Scholl-Platz.
Einige der erhaltenen klassizistischen Gebäude an der Straße stehen unter Denkmalschutz. Hervorzuheben sind das Rathaus, die Barmer Ruhmeshalle und das Gesellschaftshaus Concordia.

## Etymologie und Geschichte
Der Name Werder bezeichnet als geografischer Begriff eine Binneninsel. Er spiegelt die Lage einer 1466 erstmals urkundlich erwähnten Hofschaft Barmens im Amt Beyenburg wider, die sich zwischen der Wupper und dem Barmer Mühlengraben befand. 
Der Werther Hof gehörte zum Höfeverband des Oberhofs Wichlinghausen in Oberbarmen und war seit 1384 ein Allod des Grafen von der Mark. Territorial lag das Gebiet um Werth von 1324 bis 1420 im märkischen Kirchspiel und Gogerichtsbezirk Schwelm und ging danach an das bergische Amt Beyenburg über, wo es Teil der Bauerschaft Barmen wurde. Da der Werther Hof um 1466 noch ungeteilt war, war seine Abgabenlast mit 67,5 Schilling an die herzoglichen Kameralverwaltung in Beyenburg und fünf Schilling als Zehnt vergleichsweise hoch. 1641 wird die Größe des Hofguts mit 42 Morgen angegeben.
Die Barmer Honoratiorenfamilien Werth und De Weerth entstammen diesem Hofgut.
In der Neuzeit entwickelte sich das Dorf Gemarke am westlichen Ende des Hofes als Siedlungskern der späteren Großstadt Barmen. Von dem zentralen Marktplatz Gemarkes, dem heutigen Alten Markt, führte der Werth als Werthiger Straße zur Hofschaft Werth und von dort weiter nach Schwelm. Bereits im 18. Jahrhundert war die Straße im Bereich des Alten Marktes zu beiden Seiten bebaut. Mit dem raschen Anwachsen zur Großstadt Mitte des 19. Jahrhunderts erweiterte sich das Ortszentrum entlang der gesamten, nun Werther Straße genannten Straße. Vom Ende des 19. Jahrhunderts bis in die zweite Hälfte des 20. Jahrhunderts führte eine Straßenbahn über die Straße, die schließlich zu einer Fußgängerzone umgewidmet wurde. Seither gilt sie als einer der ersten Fußgängerzonen Deutschlands.
Seit dem 1. Januar 2013 verfügt der Werth über die Immobilienstandortgemeinschaft Barmen-Werth (ISG Barmen-Werth), die von mehr als 90 % der Immobilienbesitzer finanziell unterstützt wird. Dadurch steht bisher knapp eine Million Euro für fünf Jahre zur Verfügung. Aufgaben der ISG sind vor allem die Verschönerung des Standortes, eine verbesserte Vermarktung sowie die Organisation regelmäßiger Veranstaltungen. Als erstes Projekt wurde Paul Decker von der Mundartgruppe Striekspöen zum „City-Hausmeister“ ernannt und kümmert sich nun an mindestens drei Tagen in der Woche um die Anliegen der Besucher des Werth.
Im September 2013 fand im Bereich um den Johannes-Rau-Platz das fünftägige Wissenschaftsfestival Highlights der Physik unter dem Motto „Vom Urknall zum Weltall“ statt. Veranstaltet wurde es vom Bundesministerium für Bildung und Forschung, der Deutschen Physikalischen Gesellschaft sowie der Bergischen Universität Wuppertal. Neben dem bekannten Wissenschaftsjournalisten Ranga Yogeshwar lockte auch ein Schülerwettbewerb mit 500 Teilnehmern aus elf Bundesländern mehr als 30.000 Besucher auf die Veranstaltung.

## Denkmale und Kunstwerke im öffentlichen Raum
Vor dem Westflügel des Rathauses befindet sich auf dem Werth seit 1981 das Bronzerelief „Das Tal der Wupper“ von Bert Gerresheim. Ein Bismarck-Denkmal am Übergang zum Geschwister-Scholl-Platz und der Werther Brunnen am östlichen Ende der Straße.
Seit 1987 ist der Werth Teil des Wuppertaler Astropfads, der auf einer Länge von 10,7 Kilometern maßstabsgetreu das Sonnensystem darstellt. Der Werther Brunnen ist als Sonne der Ausgangspunkt des Pfads, der in Vohwinkel endet.